# Fusillade du 9 novembre 1932 à Genève

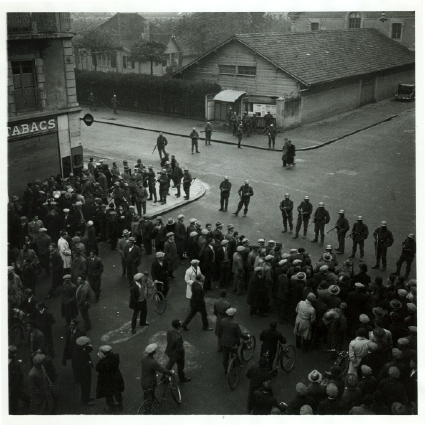
Civils et soldats à Genève 1932, photo: Paul Senn

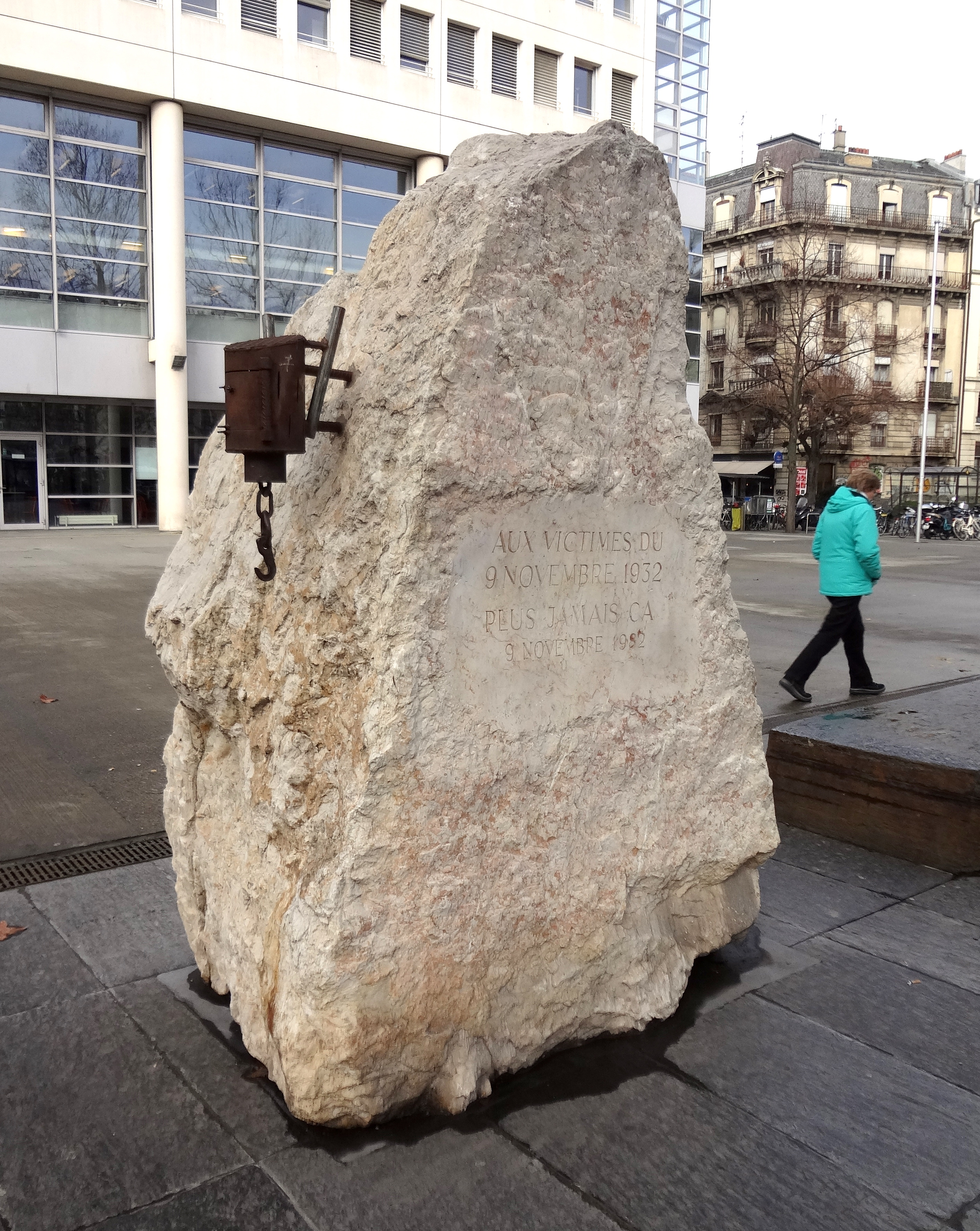
Monument aux victimes de la fusillade, devant Uni Mail.

La fusillade du 9 novembre 1932 a eu lieu à Genève dans la soirée. Sous le commandement du major Perret, de jeunes recrues de l'armée suisse font face à une manifestation de gauche contre l'extrême droite à Plainpalais et tirent sur la foule, tuant 13 personnes et en blessant 65,.
Dans un contexte de violences croissantes entre extrême gauche et extrême droite, cet événement s'inscrit plus généralement dans la montée des totalitarismes, de la crise économique et du chômage en Europe. Une tactique militaire peu appropriée face à une foule antimilitariste galvanisée par le dirigeant socialiste Léon Nicole, une succession d'ordres maladroits et le recours à des officiers et recrues inexpérimentés — elles en étaient à leur sixième semaine d'instruction — seraient les circonstances ayant mené au drame. Toutefois, le déroulement des faits et le partage des responsabilités restent l'objet de controverses.
Un monument commémoratif sous la forme d'une pierre est érigé le 9 novembre 1982.

## Contexte
En 1930, les habitants de la commune de Plainpalais acceptent la fusion avec Genève. La commune est effectivement rattachée à Genève en 1931.
Lors des élections cantonales de 1930, le Parti socialiste genevois obtient 37 sièges au Grand Conseil mais n'est pas représenté au Conseil d'État. Le climat politique est particulièrement tendu avec une série de scandales dénoncés par la gauche, parmi lesquels l'affaire de la Banque de Genève qui provoque la ruine des petits épargnants, qui éclaboussent les partis de la droite traditionnelle et poussent un conseiller d'État radical à la démission. Durant cette période troublée, Genève compte 178 374 habitants (1932) avec 93 249 actifs mais plus de 8 000 personnes au chômage — soit un taux de 8,5 % — dont 1 410 seulement reçoivent de l'aide des caisses d'assurance chômage.
C'est dans ce contexte que Georges Oltramare dit « Géo » fonde en décembre 1930 son propre parti d'idéologie nationaliste, l'Ordre politique national, qui plaît à une fraction de la bourgeoisie par son anti-marxisme affirmé. Ce dernier fusionne le 24 juin 1932 avec l'Union de défense économique, parti genevois antiétatiste issu des milieux patronaux, pour former l'Union nationale, qui épouse progressivement des thèses fascistes et défend le corporatisme au niveau économique et  la lutte contre le marxisme et contre les juifs[réf. nécessaire] . Son organisation est militaire avec un cérémonial et une discipline fasciste : ses militants défilent dans les rues de Genève en uniforme (béret basque et chemise grise) au son d'une clique. L'un de ses membres siège au Conseil d'État aux côtés des radicaux et des démocrates. Leurs défilés en uniforme dans les ont notamment pour cible le Parti socialiste de Léon Nicole et Jacques Dicker et la gauche genevoise. Des bagarres de rue opposent également les militants socialistes de Nicole et ceux de l'Union nationale de Oltramare.
À gauche, le Parti socialiste est dominé par la personnalité et le discours de Nicole et les conceptions politiques de Dicker qui sont partisans de l'unité d'action avec les communistes. La fusillade du 9 novembre 1932 met à nu les contradictions qui traversent le mouvement socialiste et que symbolisent les rhétoriques et les conduites politiques respectives des directions socialistes genevoise et suisse. Les syndicats sont aussi traversés de division avec une aile réformiste incarnée par Charles Rosselet (président de l'Union des syndicats du canton de Genève) et une aile anarchiste incarnée par Lucien Tronchet. 

## Déroulement

### Mise en accusation
Dans la nuit du 5 au 6 novembre apparaît pour la première fois une affiche de l'Union nationale annonçant la mise en accusation publique des dirigeants socialistes Nicole et Dicker pour le 9 novembre (20 h 30) à la salle communale de Plainpalais, sur le mode des procès publics instaurés en Allemagne. Venant de naître, l'objectif de l'Union nationale est d'organiser ainsi un événement montrant son dynamisme en tant que mouvement. Le 6, le Parti socialiste demande l'interdiction du rassemblement de l'Union nationale qui est refusée par le conseiller d'État responsable du département de justice et police, Frédéric Martin, élu du Parti démocrate (futur Parti libéral) qui déclare : 
« Le droit de réunion est une chose sacrée et nous ne nous permettons pas d'y toucher. »
 Le 7, le journal socialiste Le Travail appelle à la mobilisation : 
« La canaille fasciste essaie de sévir à Genève [...] Ces messieurs vont trouver à qui parler ; c'est sans aucun ménagement que nous invitons la classe travailleuse genevoise à les combattre. Nous les combattrons avec les armes qu'ils ont eux-mêmes choisies. »
 Le même jour, un tract anonyme contre-attaque : 
« L'immonde Nicoulaz, le juif Dicker et leur clique préparent la guerre civile. Ils sont les valets des Soviets. Abattons-les ! À bas la clique révolutionnaire ! »
 Le lendemain, le Conseil administratif de Genève annonce qu'il maintient son accord pour prêter la salle. L'assemblée générale du Parti socialiste décide d'une contre-manifestation destinée à porter la contradiction au sein de la salle communale. Ce choix offensif découle de la défaite que vient de subir le Parti socialiste lors du vote du 23 octobre sur son initiative et de sa volonté de montrer qu'il est loin d'être affaibli. 300 sifflets sont distribués pour rendre inaudible les discours des adversaires et les militants se munissent de poivre « pour lancer dans les yeux des gendarmes » tout comme le service d'ordre de l'Union nationale.

### Appel à l'armée
Le 9 novembre à 7 heures du matin, Frédéric Martin rappelle à Genève le procureur général Charles Cornu en déplacement à Paris. À 11 heures 5, le Conseil d'État, avisé par le chef de la police que ce dernier ne dispose alors que d'effectifs réduits face à d'éventuels débordements — 241 gendarmes, 48 gardes ruraux et 62 agents de sûreté —, décide selon son appréciation de la situation, de faire appel à l'armée. Martin appelle donc à 11 heures et demie le colonel Kissling en poste à Berne et qui se montre d'abord réticent. C'est finalement l'école de recrues de Lausanne, la III/I, comprenant 610 recrues et une trentaine d'officiers placés sous la conduite du major Ernest Léderrey qui est choisie pour assurer cette mission. On annonce alors aux troupes sélectionnées que « la révolution a éclaté à Genève » et on leur remet des cartouches à balles réelles. Quatre soldats refusant de suivre les ordres sont immédiatement mis aux arrêts. À 17h30, dans le cadre d'une intervention fédérale, les recrues envoyées par le département militaire fédéral s'installent à la caserne du boulevard Carl-Vogt.

### Manifestation
En fin d'après-midi, les premiers contre-manifestants — 4 000 à 5 000 en tout — convergent vers Plainpalais et certains s'en prennent aux gendarmes qui, dès 17 h, ne laissent pénétrer dans la salle que les personnes en possession d'une invitation de l'Union nationale. Alors que des barrages sont installés dans les rues adjacentes à 18 h 45, quelques socialistes, communistes et anarchistes parviennent à entrer mais se font vite expulser. Nicole harangue à l'extérieur la foule juché sur les épaules d'un militant. À 20 h 30, la réunion de l'Union nationale débute dans la salle comme prévu mais des barrages sont enfoncés. À 21 h 15, la première compagnie composée de 108 hommes, sur demande du conseiller d'État Martin, se dirige vers la salle communale afin de renforcer les barrages de la gendarmerie. Elle traverse alors la queue de la contre-manifestation qui désarme 18 soldats, les appelant à la fraternisation, et molestent les officiers, et les soldats.
À 21 h 34, la troupe qui a reculé et se trouve acculée contre la façade du Palais des expositions face à environ 150 personnes ouvre le feu sur l'ordre du premier-lieutenant Raymond Burnat avec l'approbation du major Perret. Burnat déclarera en 1977 « que l'honneur de l'armée était en cause » et affirmera que la sommation avait été donnée par des trompettes, un signe qui ne sembla pas compris par la foule. Après 12 secondes de tirs, 10 personnes restent couchées sur le pavé — essentiellement des badauds car seules trois militent dans des partis de gauche — et 65 sont blessées dont trois meurent par la suite,. La foule se disperse rapidement alors que des barrages de policiers et de soldats sont mis en place et équipés de fusils-mitrailleurs. Deux camions du département des travaux publics, sur lesquels sont installées deux mitrailleuses, se postent à l'entrée de la rue de Carouge et sur le boulevard du Pont-d'Arve. Les obsèques organisées le 12 novembre sont suivies par des milliers de Genevois,.

## Conséquences

### Responsabilités
Pour la droite et une grande partie des journalistes, dont René Payot du Journal de Genève et Eugène Fabre de La Suisse, les dirigeants socialistes sont coupables d'avoir provoqué une émeute pour renverser le gouvernement. Pour la gauche, il s'agit d'un guet-apens et rien ne justifiait une telle intervention de l'armée : 
« Les journalistes conservateurs, dans leur sincère désir de réveiller le « bourgeois », leur patron, ont véritablement exagéré. Ils ont feint de croire que c'était la révolution, celle du Grand Soir [...] Mais les Genevois — à quelque parti qu'ils appartiennent — [...] ramèneront l'événement à son exacte expression : une échauffourée dont la répression a été terrible, surtout par suite d'erreurs tactiques et psychologiques dont l'autorité militaire devra prendre sa responsabilité. »
 Pour le correspondant du Manchester Guardian : 
« Il n'est pas douteux que dans n'importe quelle ville anglaise la police aurait suffi pour régler une affaire aussi insignifiante [...] Rien dans les événements n'avait le caractère d'une émeute [...] Dans ma longue expérience, je n'ai pas connaissance d'un cas où l'on ait tiré sur une foule avec aussi peu de raisons. Bien plus, sans raison aucune. »

Dans ses souvenirs publiés en 1963, le conseiller d'État Albert Picot s'exprime sur ces évènements : 
« On peut se poser la question : dans la journée du 9 novembre devant la menace de la violence, n'aurions-nous pas pu employer tel procédé politique et humain qui, même hors des lois, aurait détourné le cours des événements : convocation des chefs des deux camps hostiles ? démarches en accord avec des syndicalistes ou des Udéistes raisonnables ? arrestations préventives ? je ne sais. L'atmosphère créée par Nicole, la tension des esprits était-elle que tout cela n'était ni possible, ni capable d'efficacité ? On ne peut pas refaire l'histoire à coup d'hypothèses. »

L'enquête militaire officielle, qui a pour unique objet le comportement de la troupe, conclut le 22 novembre : 
« Il n'y a aucune raison d'ouvrir une enquête pénale militaire contre le major Lederrey, qui commandait les troupes, contre le major Perret, le premier-lieutenant Burnat, ni contre d'autres officiers, sous-officiers et soldats qui ont fait usage de leur arme à feu le 9 novembre. La troupe a eu recours aux armes dans l'exécution de la mission qui lui avait été assignée et seulement lorsqu'elle y fut contrainte. »
 Toutefois, le major Léderrey reconnaît dans son premier rapport au département militaire fédéral « que des recrues, même bien formées, ne sont pas aptes à une tâche de ce genre, les cadres sont généralement trop jeunes et trop inexpérimentés ». Dans un rapport de la Confédération remis à la presse le 30 septembre 1996, la Bibliothèque militaire fédérale fait savoir que « les responsables militaires, sous la pression des événements, ont surestimé le degré de gravité de la situation et ont donné l'ordre d'ouvrir le feu ».
Il s'agit du dernier cas où l'on envoya l'armée à l'encontre de manifestants en Suisse. À la suite de cette affaire s'ouvrit une discussion sur le rôle de celle-ci dans le maintien de l'ordre public. Ainsi, en 1934, le rejet de la loi fédérale sur la protection de l'ordre public à la suite d'un référendum, lancé par les socialistes, est fortement influencé par cet évènement. Par ailleurs, au sein de la gauche, l'affaire de la fusillade éloigne les socialistes genevois du Parti socialiste suisse qui soutient la défense nationale alors que la section genevoise s'y oppose. Cet épisode raffermit à Genève un antimilitarisme latent, faisant du canton l'un des plus sceptiques et critiques vis-à-vis de l'armée durant plusieurs décennies.

### Grève générale
Le 10 novembre, le comité de l'Union des syndicats du canton de Genève (USCG) et les présidents des différents syndicats affiliés à l'Union syndicale suisse (USS) débattent de la réaction à apporter à la fusillade. Les présidents des syndicats repoussent la proposition communiste de grève générale après que le comité central élargi du Parti socialiste genevois en ait fait autant. Le même soir, le comité de l'USS, puis le lendemain, la Commission syndicale suisse, réunis à Lucerne, déconseillent à leurs camarades genevois la proclamation d'une grève générale qui pourrait devenir incontrôlable.
Pourtant, le 11 novembre, l'assemblée des 225 délégués de l'USCG prend la décision de proclamer une grève générale mais limitée dans le temps (85 voix contre 58 et 60 abstentions) — afin d'honorer les morts, d'exprimer un refus de l'engrenage répressif autant que de manifester l'opposition de la gauche au fascisme et aux autorités cantonales coupables selon eux d'avoir cédé à la panique — alors que le Parti socialiste décrète une journée de deuil.
La grève est proclamée pour le 12 novembre mais n'est que partiellement suivie, les syndicats chrétiens et les corporations s'y opposant. À la fin de la journée, la grève prend officiellement fin sans que le moindre affrontement ne soit signalé.

### Procès

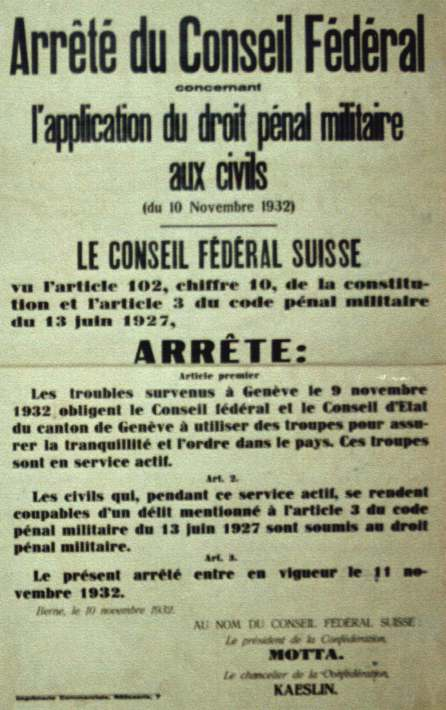
Arrêté du Conseil fédéral concernant l'application du droit pénal militaire aux civils (10 novembre 1932).

Dans la matinée du 10 novembre, le Conseil d'État fait interdire « tout rassemblement ou cortège sur la voie publique » et placer certains bâtiments publics sous la protection du régiment genevois, dont la direction est confié au major Léderrey, et à un bataillon valaisan appelé en renfort,. Sur mandat d'amener de Frédéric Martin, Léon Nicole et 39 autres militants de gauche sont écroués à la prison de Saint-Antoine et accusés d'atteinte à la sûreté de l'Etat (Nicole sera cependant libéré en janvier 1933 pour raisons de santé). Giuseppe Motta, président de la Confédération, parle de « légitime défense » dans la Tribune de Genève du 11 novembre. Le Conseil fédéral décide dans ce contexte l'exclusion des communistes de l'administration : 
« Quiconque adhère au Parti communiste ou collabore à quelque autre organisation communiste ne peut ni être admis dans les services fédéraux ni y rester. »
 Cette mesure est suivie d'une décision identique à Genève où l'organe du Parti communiste suisse en Suisse romande, Le Drapeau rouge, est interdit. Pendant toute cette période troublée, le Parti socialiste suisse et l'aile droite du Parti socialiste genevois cherchent à éviter tout affrontement avec le pouvoir en condamnant l'action des communistes. Charles Rosselet indique le 16 novembre au Grand Conseil : 
« Si les événements du 9 novembre n'ont pas pris un développement plus grand, c'est que, dans les syndicats, nous avons été un certain nombre à faire l'impossible pour que ces événements ne dégénèrent pas en d'autres troubles. »
Ernest-Paul Graber, l'un des responsables du Parti socialiste suisse, confirme le 22 novembre cette ligne : 
« Le pire danger que présentent les communistes, c'est leur appel à la violence, à la manière forte [...] Nous venons de traverser des journées qui nous montrent où mène cette tactique. Ça commence par des excitations verbales, ça finit par des fusillades [...] L'appel à la violence, à la descente dans la rue [...] est la négation de notre programme. »
Le procès s'ouvre le 15 mai 1933 à la Salle centrale de la rue de la Rôtisserie sous la direction du juge fédéral Agostino Soldati. Au terme d'un procès strictement encadré et dominé par la peur suscitée par la personnalité de Nicole et la montée de la gauche, la cour d'assises fédérale condamne le 3 juin à l'unanimité 7 des 18 accusés, — Léon Nicole, Auguste Millasson, Francis-Auguste Lebet, Jules Daviet, Albert Wütrich, Francis Baeriswyl et Edmond Isaak — pour fait d'émeute à des peines allant jusqu'à quatre mois de prison, Nicole étant condamné pour sa part à six mois de prison. Le jugement provoque une intense émotion de la gauche qui parle de « justice de classe » et entraîne d'importantes répercussions électorales.
En effet, quelques mois plus tard doivent avoir lieu les élections cantonales dans un contexte international marqué par la prise de pouvoir d'Adolf Hitler en Allemagne. Relâché le 17 octobre, Nicole reprend la direction du Parti socialiste genevois et mène la campagne en modérant son discours marxiste pour ménager l'aile modérée de Rosselet et attirer l'électorat centriste déçu par la gestion du gouvernement sortant. Face à une droite divisée et limitée à la dénonciation de la « menace rouge », les socialistes arrivent largement en tête de l'élection du Grand Conseil avec 45 des 100 sièges contre 19 aux radicaux et 14 aux démocrates. Malgré les réticences d'Albert Naine, le parti présente quatre candidats aux élections du 26 novembre et remporte une victoire historique en prenant la majorité au Conseil d'État avec l'élection de Léon Nicole, Albert Naine, André Ehrler et Maurice Braillard. Alors que Nicole devient président du gouvernement le 1er décembre de la même année, Genève connaît le premier gouvernement à majorité de gauche en Suisse.

## Liste des victimes
- Melchior Allemann, 31 ans, employé d'hôtel et militant socialiste ;
- Hans Brugger, 28 ans ;
- Francis Clerc, 54 ans, fraiseur dont le fils faisait partie des recrues ;
- Henri Fürst, 38 ans, mécanicien et président du Parti communiste genevois[26],[27],[28] ;
- Émile Guignet, 27 ans ;
- Émile Henry, 55 ans, batelier ;
- Edmond Junod, 29 ans, mécanicien ;
- Alphonse Kolly, 41 ans ;
- Jean-Pierre Larderaz, 23 ans, employé de commerce ;
- Gabriel Loup, 57 ans, maître boulanger ;
- Oscar Maurer, 25 ans, employé de banque tué alors qu’il sortait des cours du soir ;
- Édouard Quillet, 34 ans, employé à l'Armée du salut ;
- Marius Rattaz, 36 ans, régent principal à Chêne-Bourg, mort le 14 novembre des suites de ses blessures.

## Monument

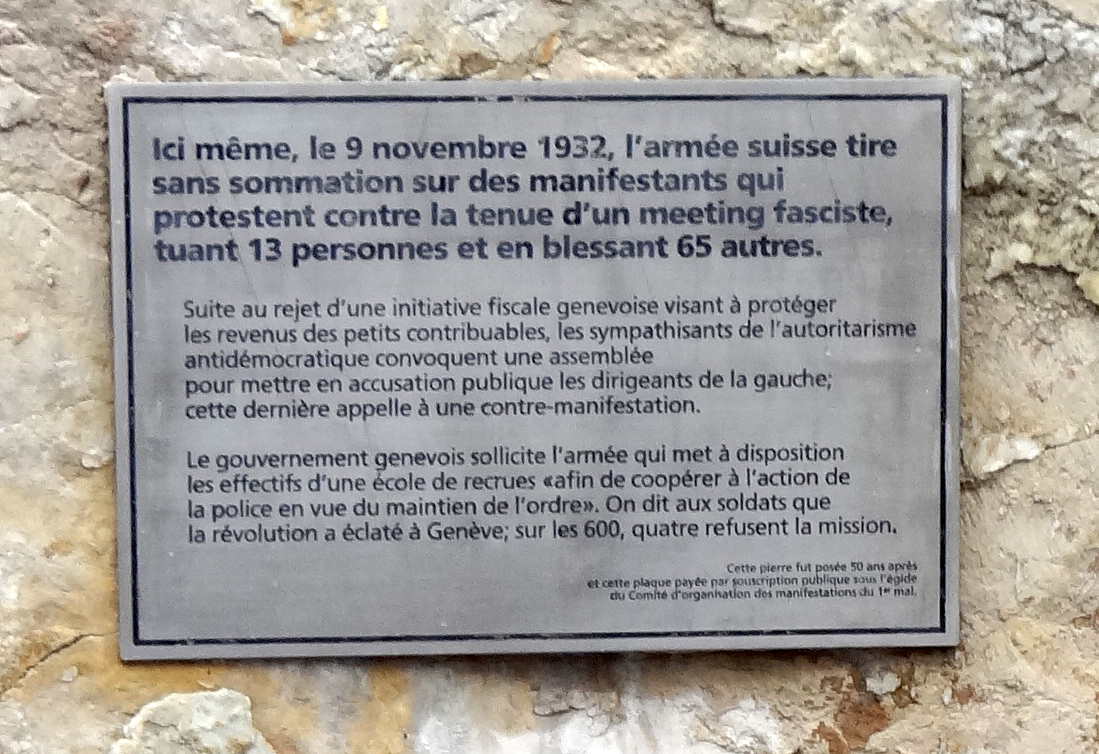
Plaque sur le monument aux victimes de la fusillade.

Un monument commémoratif de ces événements est érigé le 9 novembre 1982, à l'occasion du cinquantième anniversaire des évènements, à l'extrémité sud de la Plaine de Plainpalais. Le 10 septembre 2008, le Conseil d'État autorise son déplacement sur le parvis de l'université (bâtiment Uni Mail), à l'emplacement exact de la fusillade.
Le monument est fait d’un bloc de granit, il est payé par souscription publique. Sur une face une inscription est gravée : « Aux victimes du 9 novembre 1932 — Plus jamais ça — 9 novembre 1982 ». Sur la face opposée, une plaque décrit les faits. Une lanterne en métal est fixée sur le côté.

## Mémoire

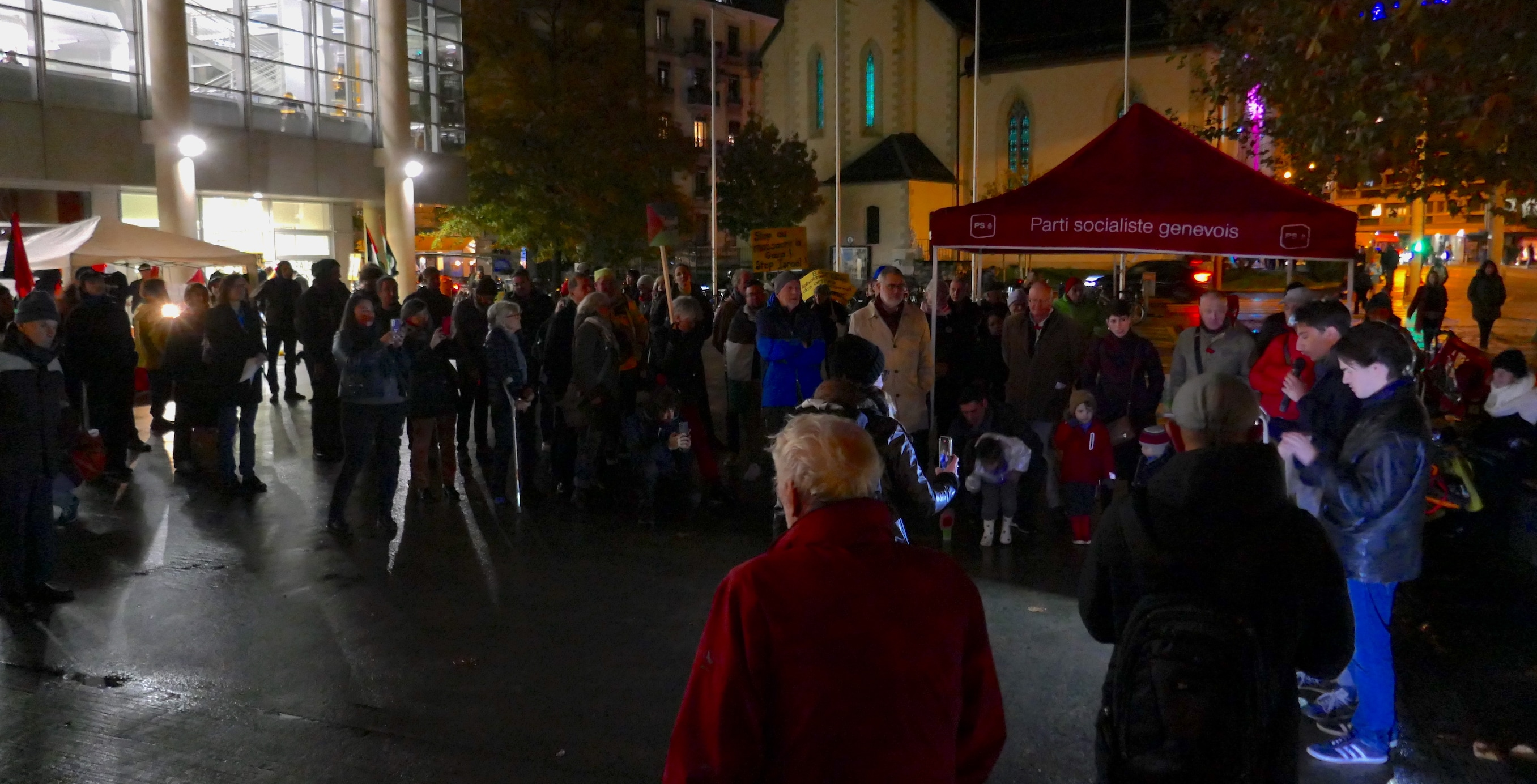
Rassemblement du 9 novembre 2023.

Une rencontre a lieu chaque année auprès du monument, à la mémoire des victimes. Un « Comité du 9 novembre 1932 » réunit la gauche genevoise, les milieux syndicaux, anti-fascistes et anti-militaristes (coordonné depuis 2001 par le secrétariat de la Communauté genevoise d’action syndicale). Des manifestations plus larges sont organisées lors des années anniversaires.
En 1977 (45 ans), la télévision Suisse romande consacre une série à Genève « au temps des passions », la fusillade faisant l’objet de la troisième des quatre émissions. « Point culminant de la série, ce drame est montré comme l’aboutissement presque fatale de la montée de la violence sociale issue de la crise ».
Le « Comité du 9 novembre 1932 » est créé par les partis de gauche et les syndicats pour commémorer le 50e anniversaire. Le Parti socialiste genevois lance en mars un avis de recherche de témoins directs de l’événement. En juin, le Conseil administratif refuse un crédit de 150 000 francs demandés pour un monument. En octobre, le Parti socialiste lance une collecte pour le monument. Le journal La Taupe organise un défilé sur la Plaine de Plainpalais,  avec 13 personnages drapés et masqués de blanc portant les noms des 13 victimes de la fusillade. Une exposition est présentée à la Maison du Faubourg par l’Université ouvrière, inaugurée en présence d’André Chavanne ; Roger Cunéo donne au même lieu un récital de « Chants de la mémoire ouvrière » ; le « monument sauvage » est placé sur la Plaine de Plainpalais le 5 novembre ; l’émission « Table ouverte » de la télévision romande du 7 novembre est consacrée aux événements du 9 novembre 1932. 
Une marche aux flambeaux réunissant 200 personnes marque le 60e anniversaire. 
À l’occasion du 75e anniversaire de la fusillade, un séminaire international est organisé par l’Association pour l’étude de l’histoire du mouvement ouvrier (AÉHMO), avec le Collège du Travail, le Théâtre Saint-Gervais et le soutien de l’État de Genève. Un livre publié en 2007 regroupe les contributions sous le titre Mourir en manifestant.
En 2022, pour le 90e anniversaire, le Comité du 9 novembre et le Collège du travail organisent une exposition de 15 panneaux, des balades historiques, des conférences-débats, une manifestation et une publication,. Un millier de personnes défilent de Cornavin à Plainpalais, à l'appel des syndicats, des partis de gauche et d'associations. Environ la moitié des manifestants sont des jeunes anti-fascistes habillés de noir.

### Médias
- « Genève : le temps des passions. Les morts du 9 novembre », documentaire de Claude Torracinta et Bernard Mermod, 60 min, Temps présent, TSR, 24 novembre 1977.
- « Genève, 9 novembre 1932 », documentaire de Jacqueline Veuve, 1973.
- « Rencontre avec Claude Torracinta », Histoire vivante, Radio suisse romande, 2 novembre 2007.